# Каптурниця лісова
Каптурниця лісова, неотіанта каптурувата, понерорхіс
каптуруватий (Neottianthe cucullata) — вид трав'янистих рослин родини орхідні (Orchidaceae), поширений у Євразії від Польщі до Японії та Гімалаїв.

## Опис
Багаторічна рослина 10–30 см заввишки, з ниркоподібними, внизу виїмчастими бульбами, 2 довгастими або яйцеподібними листками при основі тонкого стебла й одностороннім гроноподібним суцвіттям фіолетово-рожевих квіток. Листки 2.2–9 × (0.5)1–3 см, темно-зелені, зверху часто з пурпуровими плямами, верхівки від гострих до тупих.

## Поширення
Поширений у Євразії від Польщі до Японії та Гімалаїв.
В Україні вид зростає в соснових і змішаних лісах — у Розточчі-Опіллі, Поліссі, Національному природному парку "Кременецькі гори", Правобережному Лісостепу рідко. 
Декоративна. Охороняється.

## Галерея

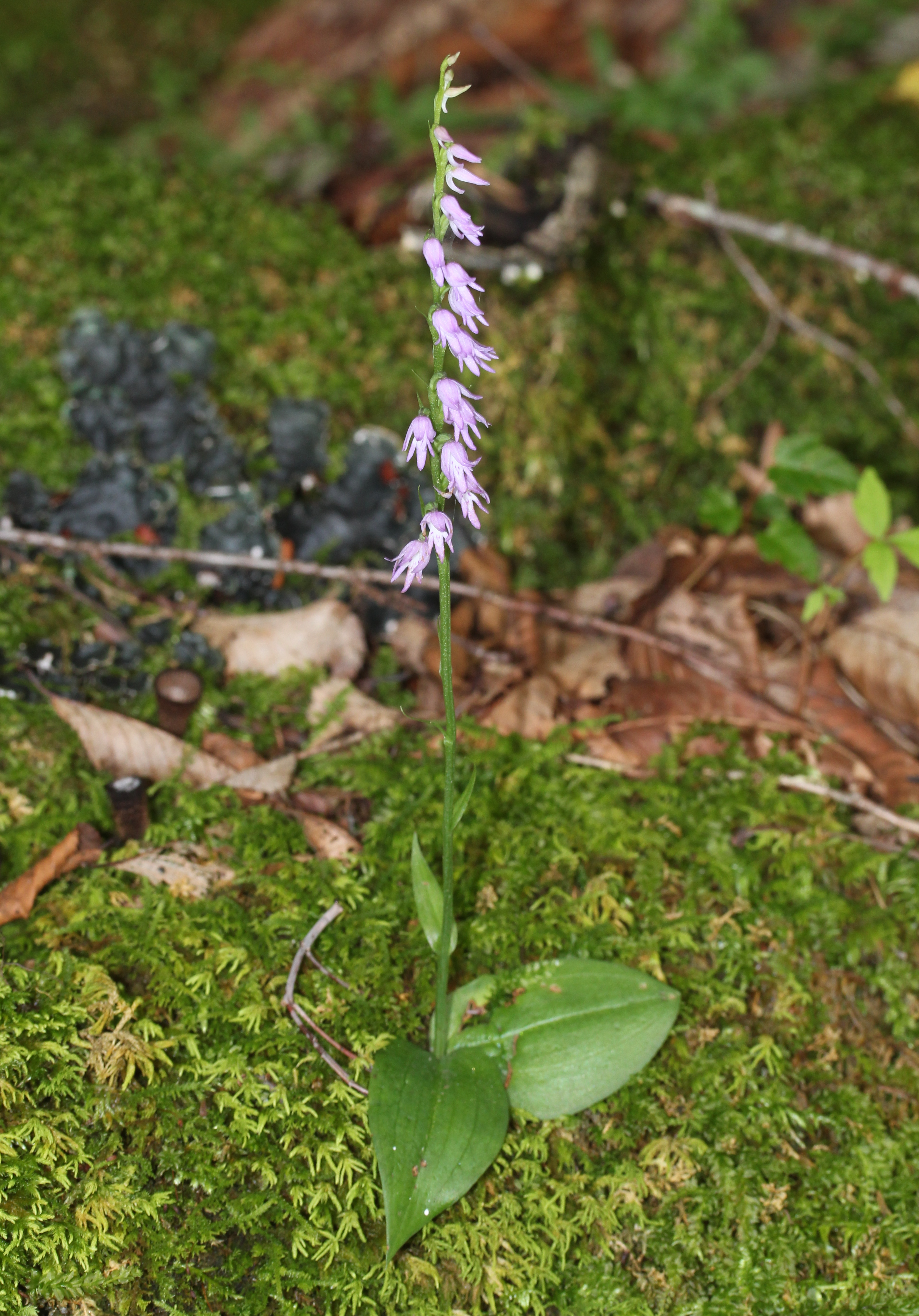
рослина
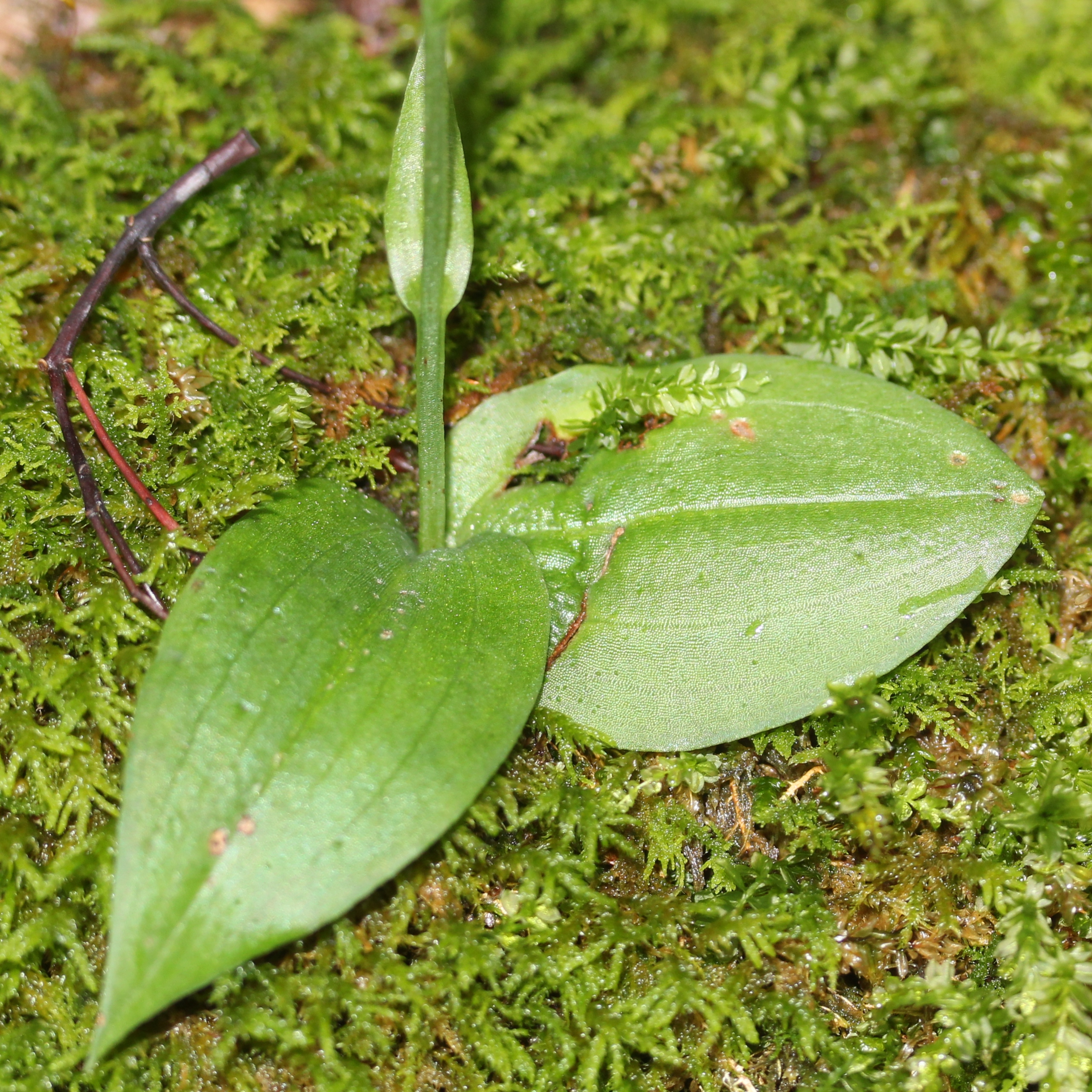
листя
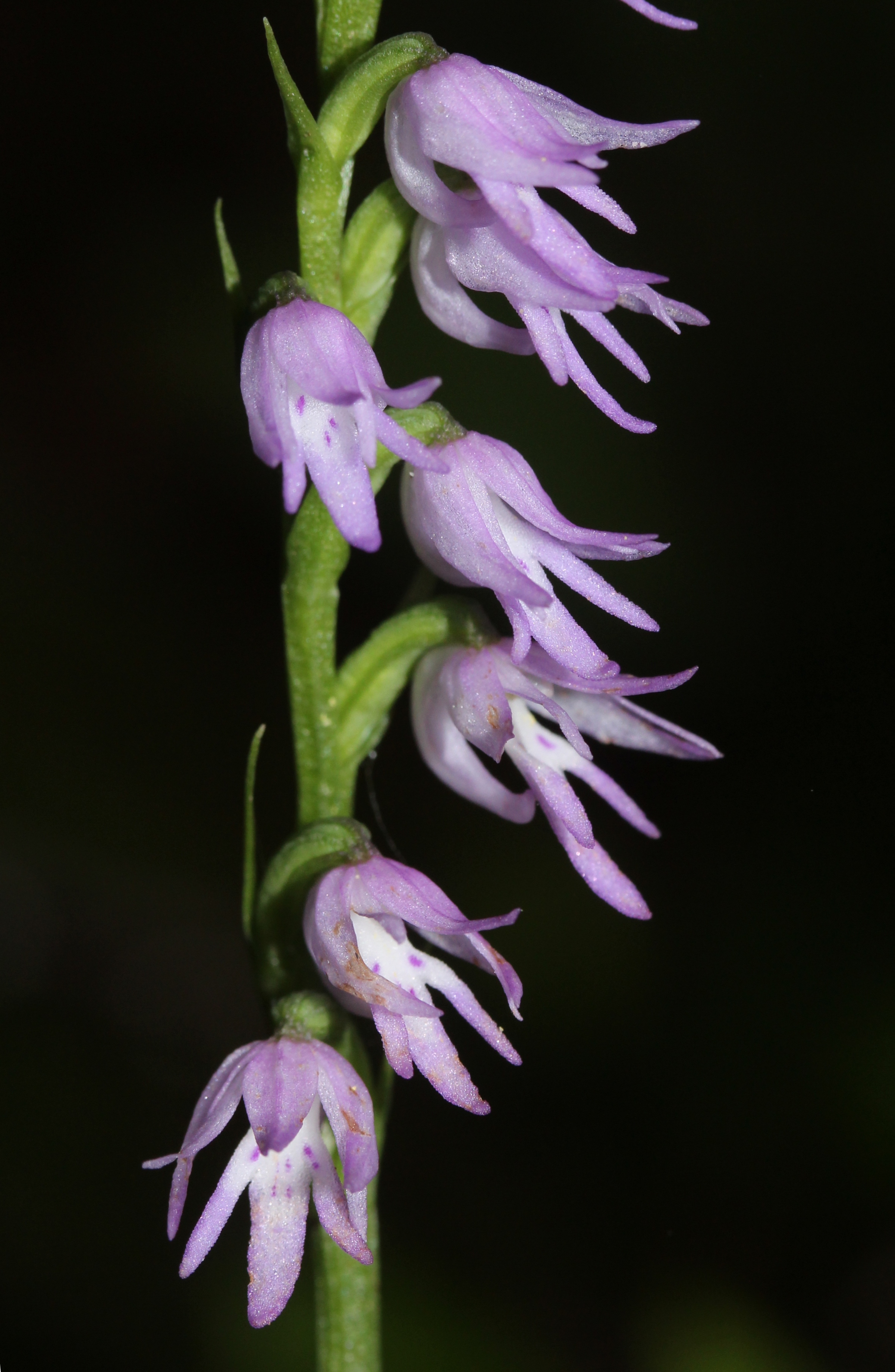
квіти
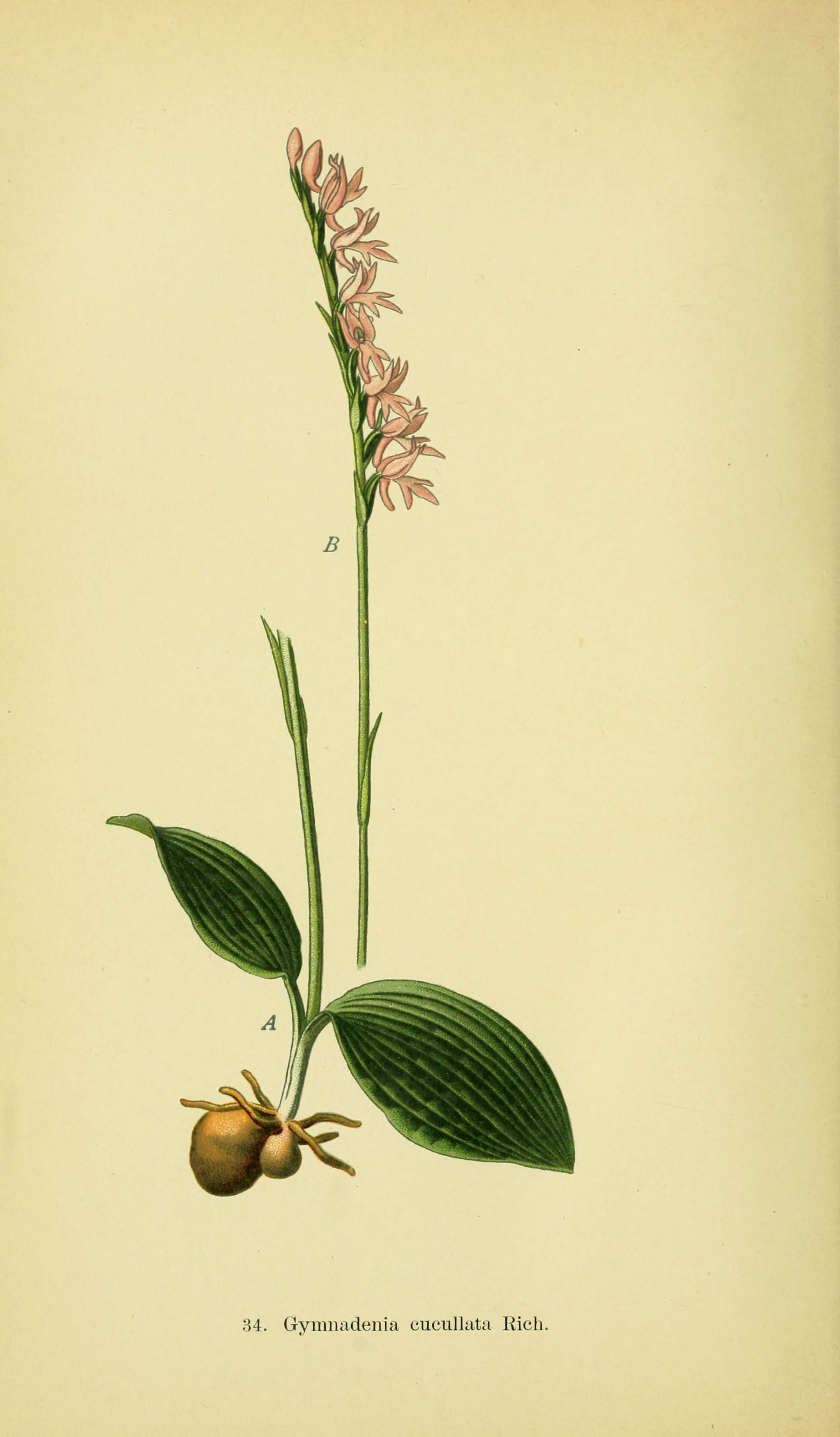
ілюстрація